# まさやん
まさやんは、熊本県を拠点に活動しているフリーのローカルタレントで、ディレクター、ディスクジョッキーなどとしても活動中。

## 略歴
本名は「田中 将史（たなか まさふみ）」。熊本県八代市出身。国立八代工業高等専門学校（現:熊本高等専門学校八代キャンパス）卒業。学生時代は市内の喫茶店｢マザーグース｣でアルバイトをしていた。
激熱な食べ物を食べても《ギリセーフ》と豪語する猛者である。

## 担当番組

### 出演

#### テレビ
熊本放送（RKKテレビ）
- 夕方LIVE ゲツキン!（番組MC、月曜 - 水曜）[2]
- 水曜だけど土曜の番組（番組MCおよびリポーター）

#### ラジオ
熊本放送（RKKラジオ）
- まさやん・田名網のポッドキャスト酒場

#### CM
- 熊本銀行　※ラジオコマーシャル
- 畳の一畳屋　※テレビコマーシャルナレーション
- 安心のまちやつしろプロジェクト　※八代市
- 熊本県国保ヘルスアップ支援事業　※草野遥と共演
- 阿蘇くまもと空港国際線復興協議会　※草野遥 水上清乃と共演

### ディレクター業務
FMK
- FMK charmy2[3]（隔週、2010年 - ）

## 曲
インフラソング
- 青春★KO･KU･HO級[4] - 【水曜だけど土曜の番組】作詞・まさやん／作曲・Kenshiro／編曲・木庭英太郎
- オカンと本町アーケード[5] - 【水曜だけど土曜の番組】作詞・まさやん／作曲・宮本武輝／編曲・木庭英太郎

## 執筆活動
WEB記事
- まさやん旅日記 こんにツアー - フリーペーパー「くまにち すぱいす」（熊本日日新聞社）

## 過去の出演番組

### ラジオ
FMK（エフエム中九州→エフエム熊本）
- 黒木よしひろの302号室（2007年4月 - 2011年3月）
- お昼もGAMADAS（1997年 - 2000年代前半）

熊本放送（RKKラジオ）
- まさやんのラジオ・デスマス（2010年4月 - 2021年3月）

### テレビ
熊本放送（RKKテレビ）
- ガルキン!（番組MC、2014年 - 2017年3月）